# Clemens Möller
Clemens Möller (* 1973 in Kiel)  ist ein deutscher Biophysiker und Hochschullehrer. Er ist Professor für Biophysik und Prorektor an der Hochschule Albstadt-Sigmaringen.

## Leben
Möller studierte und promovierte an der Universität Kiel, an der Universität Basel und an der University of Maryland. Er arbeitete als Wissenschaftler am Max-Planck-Institut für molekulare Zellbiologie und Genetik in Dresden, bei Digital Instruments (jetzt Veeco Instruments) in Santa Barbara und in der Medikamentenforschung bei der Evotec AG in Hamburg. Seine Arbeit zur Bestimmung intramolekularer und innermolekularer Kräfte von Aquaporin-Molekülen wurde von dem Journal of Structural Biology als „Publikation des Jahres“ ausgezeichnet.
Schwerpunkt der Forschungsarbeit von Möller ist die Entwicklung physikalischer und biophysikalischer Messtechniken und tierversuchsfreier Testverfahren (Assays) für die Arzneimittel- und Lebensmittelsicherheit und zur Entdeckung unerwünschter Arzneimittelnebenwirkungen. Im Jahr 2011 wurde er zum Professor für Biophysik an der Hochschule Albstadt-Sigmaringen berufen, 2016 folgte seine Wahl zum Prorektor der Hochschule. Seit 2020 leitet er als wissenschaftlicher Direktor das von ihm initiierte „Institut für zukunftsfähiges Lehren und Lernen (IZL²)“, das als zentrale wissenschaftliche Einrichtung die strategische Weiterentwicklung der Lehre an der Hochschule unterstützt. Es fördert unter anderem die Entwicklung digital gestützter Lehr-/Lernkonzepte und begleitet Hochschulangehörige bei didaktischen Innovationen. Zum Wintersemester 2024/2025 übernahm er das Amt des Studiendekans des interdisziplinären, projektorientierten Masterstudiengangs Sustainability Studies.
Schwerpunkte seiner Lehre sind die frühe Heranführung Studierender an das selbständige wissenschaftliche Arbeiten (u. a. mit Methoden des Forschenden Lernens und des Inverted Classrooms) und zu Möglichkeiten, flexible Lehr- und Lernformen an der Hochschule mit digitalen Medien zu ermöglichen. Im Rahmen eines vom Bundesministerium für Ernährung und Landwirtschaft geförderten Modellvorhabens eines Lehr- und Transferprojektes gründete Möller gemeinsam mit Uwe Sachse die Sigmaringer „School of Entrepreneurship“.
Möller ist Mitglied der Redaktion des Autorenblogs Techniktagebuch, das 2019 mit einem Grimme Online Award in der Kategorie Kultur und Unterhaltung ausgezeichnet wurde.

## Werke (Auswahl)
- C Möller, M Allen, V Elings, A Engel, DJ Müller (1999) Tapping-mode atomic force microscopy produces faithful high-resolution images of protein surfaces. Biophys J 77: 2. 1150-1158 Aug.
- C Möller, G Büldt, NA Dencher, A Engel, D J Müller (2000) Reversible loss of crystallinity on photobleaching purple membrane in the presence of hydroxylamine. J Mol Biol 301: 4. 869-879 Aug.
- DJ Müller, M Kessler, F Oesterhelt, CMöller, D Oesterhelt, H Gaub (2002) Stability of bacteriorhodopsin alpha-helices and loops analyzed by single-molecule force spectroscopy. Biophys J 83: 6. 3578-3588 Dec.
- C Möller, D Fotiadis, K Suda, A Engel, M Kessler, DJ Müller (2003) Determining molecular forces that stabilize human aquaporin-1. J Struct Biol 142: 3. 369-378 Jun.
- C Möller, R Netzer (2006) Effects of estradiol on cardiac ion channel currents. Eur J Pharmacol 532: 1-2. 44-49 Feb.
- C Möller, M Slack (2010) Impact of new technologies for cellular screening along the drug value chain. Drug Discovery Today 15: 9-10. 384-390 May.
- C Möller, H Witchel (2011) Automated electrophysiology makes the pace for cardiac ion channel safety screening. Front Pharmacol 2: 11.
- C Möller (2013) Activating Students by Inverting and Shuffling the Classroom – Experiences from Employing ICM and I²CM Edited by:Handke J, Kiesler N, Wiemeyer L. 23-34 De Gruyter.
- JF Lübben, M Gerbig, H Grochowski, J Buttgereit, U Matecki, C Möller (2016) „Welcome to Science!“ - concepts for activating learning capabilities of students at an early stage In: New Perspectives in Science Education Edited by:Pixel. 83-89.
- K Passig, C Möller, M Winninghoff, T Wiegold, A Spiegel, O Laumann, D Starcevic, C Bergmann u. a. (2019) Wenn du nur eine Apollo 11 hast, sieht alles aus wie ein Mond: Techniktagebuch 2019.